# Nick Urata

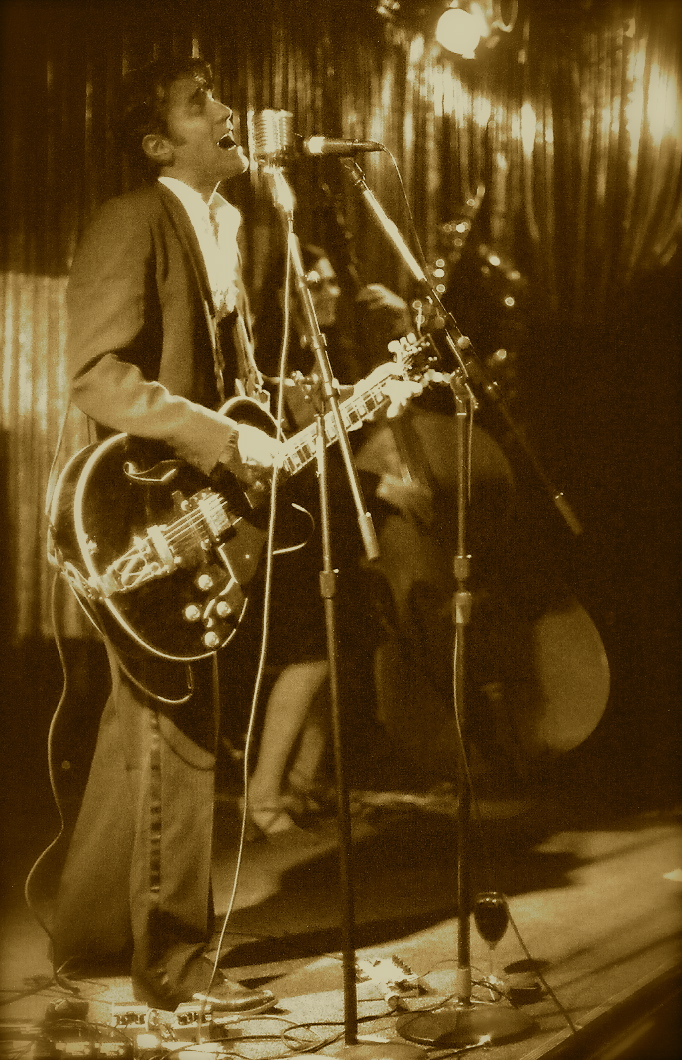
Nick Urata

Nick Urata (* 1967) ist ein US-amerikanischer Multiinstrumentalist, Sänger und Filmkomponist.
Nick Urata wuchs als Enkel italienischer Einwanderer in New York City auf. Nach dem College zog er nach Chicago, wo er europäische Musiktraditionen kennenlernte. 1997 gründete er mit Freunden in Denver die Band DeVotchKa, deren Durchbruch 2006 die Beteiligung am Soundtrack zum Film Little Miss Sunshine war. Seit dieser Zeit wird er als Komponist für Film und Fernsehserien angefragt.
2012 wurde er mit einem BMI Film & TV Award für seine Arbeit an Crazy, Stupid, Love. ausgezeichnet.

## Filmografie (Auswahl)
- 2009: Familie Jones – Zu perfekt, um wahr zu sein (The Joneses)
- 2009: I Love You Phillip Morris
- 2010: Virginia
- 2010: Waiting for Forever
- 2010: Selfmade-Dad – Not macht erfinderisch (Father of Invention)
- 2011: Crazy, Stupid, Love.
- 2012: Ruby Sparks – Meine fabelhafte Freundin (Ruby Sparks)
- 2012: Das Glück der großen Dinge (What Maisie Knew)
- 2012: Ein tolles Leben (Arthur Newman)
- 2013: Scheidungsschaden Inklusive (A.C.O.D.)
- 2013: Mein Leben mit Robin Hood (The Last of Robin Hood)
- 2014: Paddington
- 2014: Der Zufrühkommer (Premature)
- 2014: Cobbler – Der Schuhmagier (The Cobbler)
- 2015: Focus
- 2015: Alle Jahre wieder – Weihnachten mit den Coopers (Love the Coopers)
- 2016: Whiskey Tango Foxtrot
- 2016: Falling Water (Fernsehserie, 10 Folgen)
- 2017–2019: Eine Reihe betrüblicher Ereignisse (A Series of Unfortunate Events, Fernsehserie, Titelmusik)
- 2023: National Anthem
- 2023: Quiz Lady
- 2023: A Really Haunted Loud House (Fernsehfilm)